# Tangata Manu

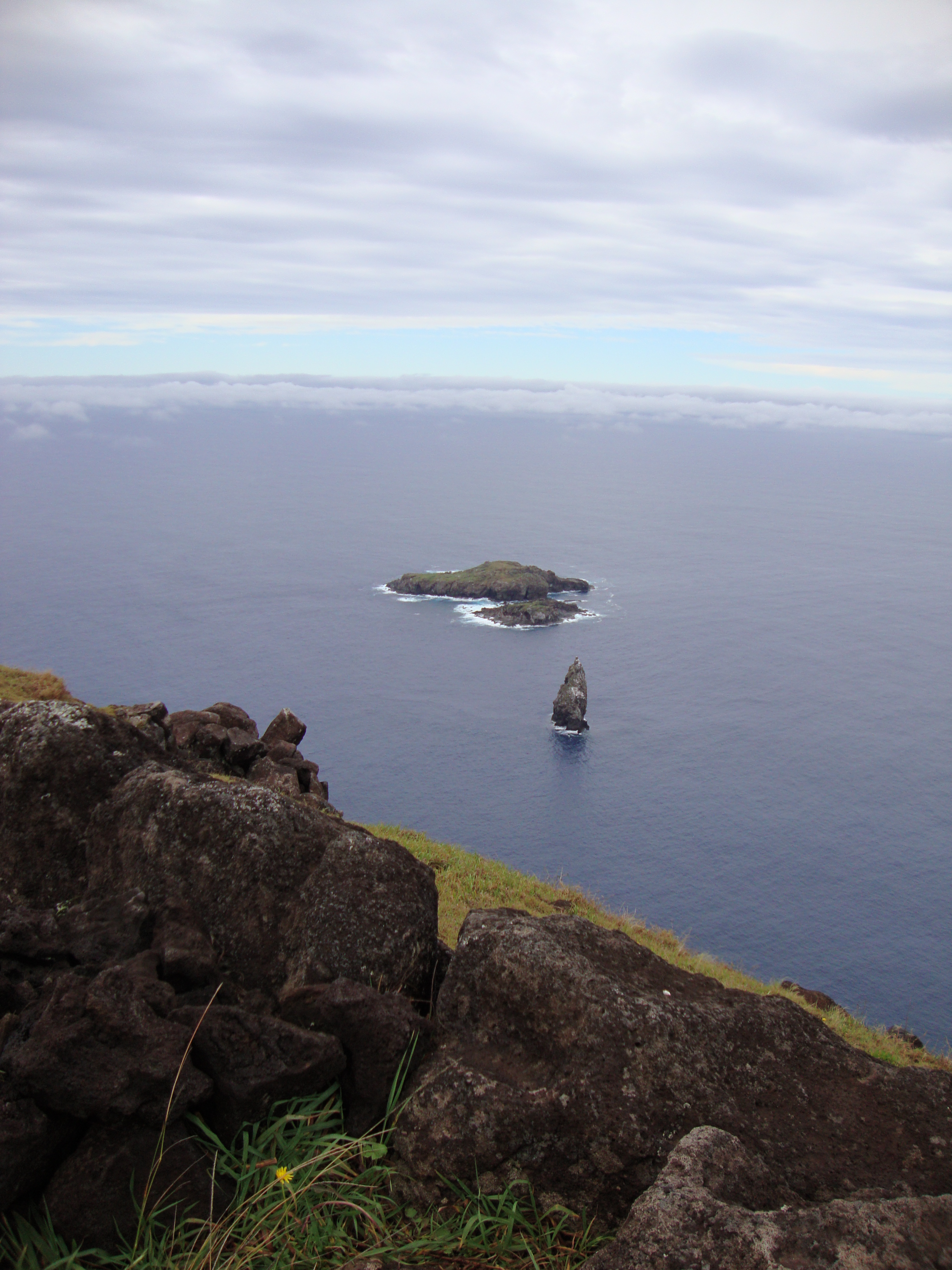
Motu Nui, med den mindre ön Motu Iti precis framför. I förgrunden syns även rauken Motu Kau Kau. Bilden är tagen från den 250 meter höga klipptoppen vid Orongo.

Tangata manu ("Fågelman", från Rapa Nui tangata "människa" + manu "fågel") var vinnaren av en traditionell rituell tävling på Rapa Nui (Påskön). Syftet var att hämta säsongens första ägg från en Sottärna (manu tara) från den närliggande holmen Motu Nui, simma tillbaka till Rapa Nui och klättra uppför havsklipporna vid Rano Kau till byn Orongo vid klippans topp.

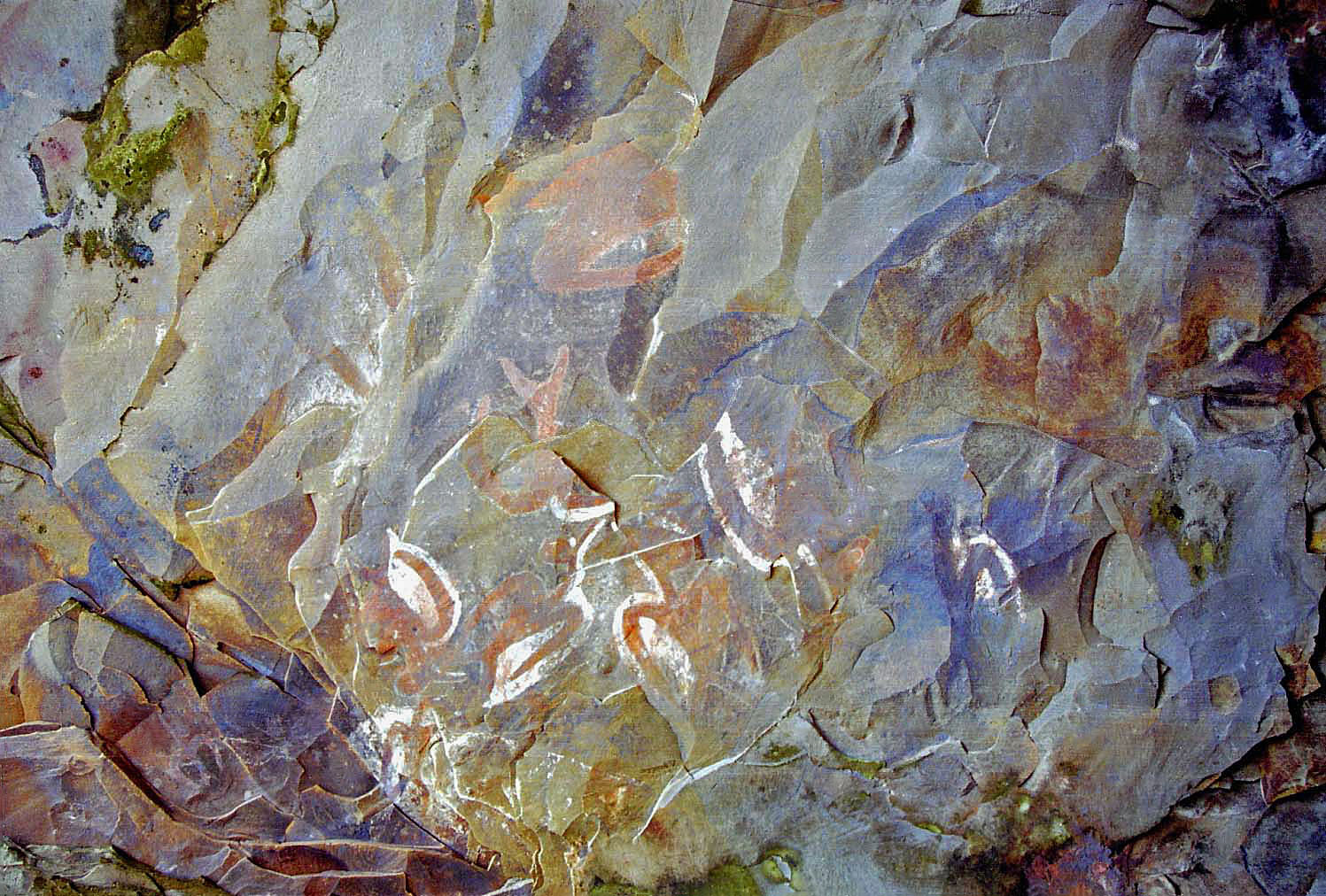
Tangata manu-grottmålningar i grottan Ana Kai Tangata.

## Mytologi
I Rapa Nui-mytologi var guden Makemake gudom över fågelman-kulten. Tre andra gudomar kopplade till kulten var Hawa tu'u taketake, eller Haua, (guden av äggen, en manlig gud), hans fru Vie Hoa, och ytterligare en kvinnlig gudom, Vie Kenatea. Var och en av dessa fyra gudar hade också varsin tjänar-gud. Alla åtta gudars namn sjöngs av tävlingens deltagare under diverse ritualer före själva äggjakten.

## Fågelman-cermonin
Valet av en ny fågelman (Tangata manu) gjordes på Rapa Nui varje år under den australa våren (motsvarande hösten på norra jordklotet) när sottärnorna anlände för att häcka på holmen Moto Nui.  Deltagarna i tävlingen var alla män av högre status på ön, främst krigare (matatoa) och deras deltagande siades fram av ivi-atua präster, som kunde vara både män och kvinnor. Olika riter utfördes på ön när tävlingen närmade sig, som mänskliga offer i Ana Kai Tangata-grottan. Men centrum för tävlingen var byn Orongo där prästerna utförde flera olika riter, som att läsa från rongorongo-skrifter, och särskilda besvärjelser sjöngs till gudarna Haua och Makemakes ära. Själva krigarna samlades vid Mataveri både innan fågelman-tävlingen, för att invänta de första sottärneäggen, och efteråt.
Varje deltagande krigare hade en eller flera tjänare, hopu. Dessa tilldelades själva uppgiften att simma till Motu Nui där de inväntade de första sottärnornas ankomst i hopp om att få tag i det första ägget medan deras respektive matatoa väntade på deras återkomst i byn Orongo. Själva kapplöpningen till Moto Nui var mycket farlig, och flera hopu dödades av hajar, drunknade eller föll från klipporna på vägen tillbaka.

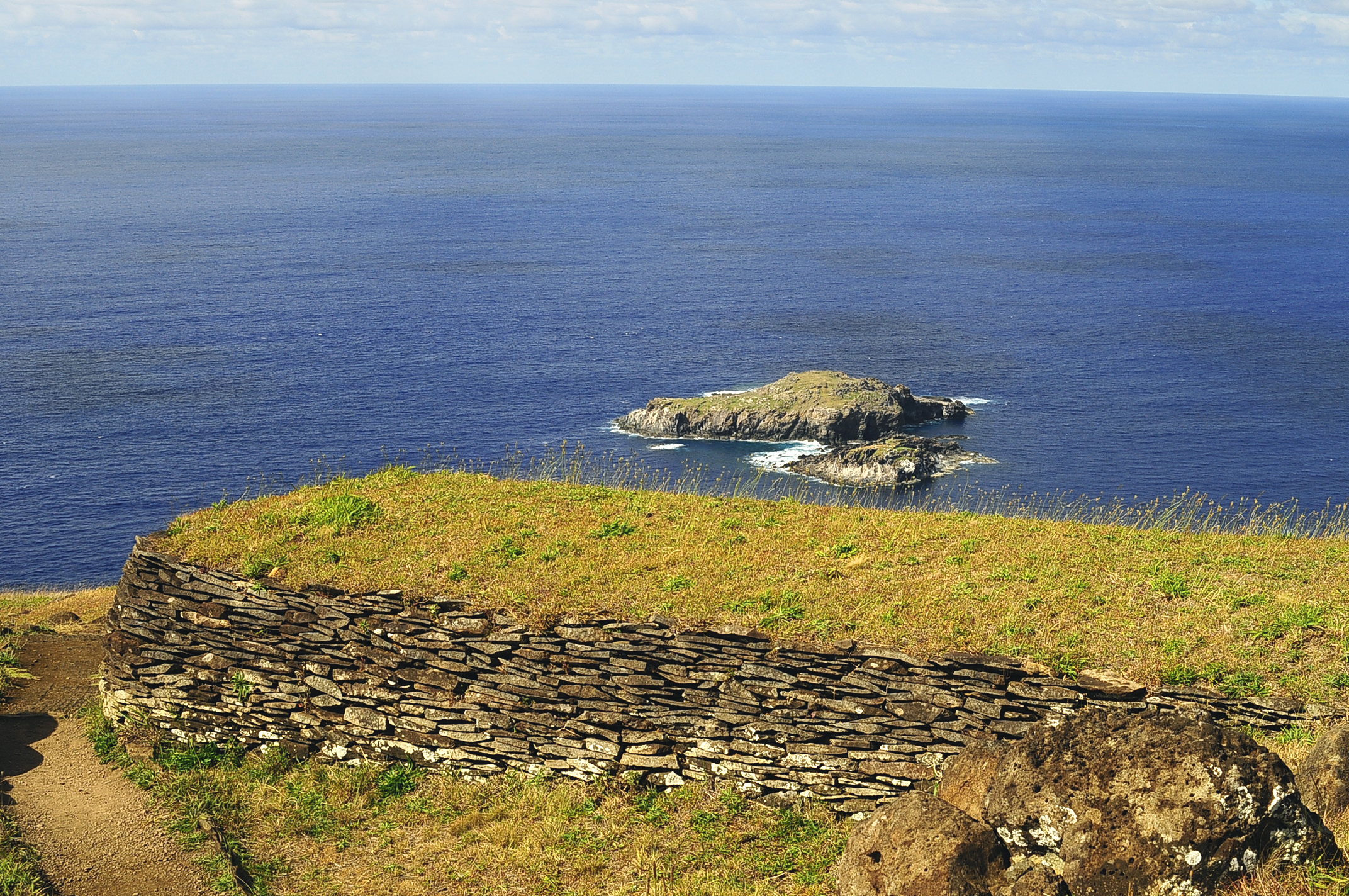
Ruinen av en av de cermoniella stenhus som byggdes när Orongo blev alltmer ett religiöst centrum. I bakgrunden, Moto Nui.

När det första ägget var fångat av en hopu, gick de till den högsta platsen på Motu Nui och ropade ut till fastlandets strand med sin respektive matatoas namn och sade "Gå och raka ditt huvud. Du har ägget!". Uttalandet togs upp av lyssnare vid stranden, som förde vidare budskapet uppför klipporna till de tävlande som väntade i Orongo. De misslyckade hopu simmade sedan tillbaka tillsammans till Rapa Nui, medan den lyckade stannade kvar på Moto Nui för att fasta. Han simmade sedan tillbaka med ägget säkrat i en vasskorg. När han nådde land klättrade han upp för de branta klipporna för att uppvisa ägget till hans gynnare.
Den matatoa som fick årets första ägg utvaldes till den nya fågelmannen. I Rapa Nui-folkets tro var detta ägg en inkarnation av guden Makemake. Den vinnade krigarens huvud rakades och målades rött eller vitt innan deras hopu återvänt. Den av hans armar som först vidrörde ägget dekorerade sedan med röda strimmor och en bit sandelträ.
Den vinnande deltagaren, inte deras hopu, utropades sedan som den nya tangata manu, fågelmannen, och tog därefter ägget för att leda en procession nerför Rano Kau-sluttningarna. Först gick de, inklusive alla krigare som inte vann, till Mataveri efter huvudcermonierna vid Orongo för att delta i olika riter och danser. Sedan vandrade de till Anakena (om krigaren kom från de västra klanerna) eller till Rano Raraku (om han kom från de östra klanerna). Den nya fågelmannen och hans klan var sedan berättigad gåvor i form av mat och andra materiella hyllningar, och ensamrätten över att insamla den säsongens äggskörd och fåglar på Moto Nui. Fågelmannen bosatte sig sedan i ett heligt hus som eremit de kommande fem månaderna och ansågs under denna tid vara tapu (tabu). Under denna tid lät han sina naglar gro långa och bar en huvudbonad gjord av människohår, och förväntades inte göra något annat än att äta och sova.

## Ursprung
På Rapa Nui tros fågelman-kulten utgöra ett avgörande paradigmskifte i samhällets ledarskap. Öns förhistoriska politiska struktur erkände legitimiteten av hövdingarnas auktoritet baserat både på deras släktskap med öns första bosättare, samt från gudarna själva. Ariki-mau, hövdingen, ansågs besitta mana, en slags övernaturlig kraft som åtskilde honom från vanligt folk och legitimerade hans makt, och länkat till detta var andra grundläggande Polynesiska koncept såsom heder, tapu och aloha. Det har spekulerats att fågelman-kulten tog fördel av idén att alla kunde öka deras egen mana, utan att nödvändigtvis vara släkt med gudarna eller de första bosättarna. Så, varje år valdes en ny fågelman från tävlingarna oavsett hans släktskap. Guden Makemake valde den vinnande mannen som en manifestation av sig själv under året, grundat på hans framgång att erhålla det första sottärne-ägget.
Anledningen till att öns befolkning valde att lämna den gamla förfädradyrkan och Moai-dyrkan är inte helt känd, men det har spekulerats att fågelman-kulten uppstod i maktvakumet som skapades av de ekologiska problem ön mötte på grund av intensiv avskogning, erosion och förlust av brukbar odlingsmark.  Men trots den intensiva avskogningen finns inga bevis på en kollaps av öns befolkning innan kontakt med européer. Dock är det möjligt att de ekologiska problem ön stod inför förändrade hela befolkningens världsbild. De gamla gudarna och prästerna förlorade sin tillit från folket, och den till en början periferala fågelman-kulten kan ha uppstått som ett mer folkligt och flexibelt alternativ till den större, dogmatiska och strikta tron ön haft tidigare.

## Försvinnande
Kulten och dess tävlingar förbjöds av kristna missionärer och europeiska bosättare under 1860-talet, liksom flertalet av Rapa Nuis inhemska traditioner och trosystem.

## I populärkultur
- Bandet Rasputina's sång "Oh Bring Back the Egg Unbroken" från deras album 2007 Oh Perilous World handlar om tangata manu traditionerna.
- Filmen Rapa Nui från 1994 skildrar en versiion av kapplöpningen till Motu Nui.